# Dyab Abou Jahjah
Dyab Abou Jahjah (Arabisch: دياب أبو جهجه, geromaniseerd: Diyāb Abū Jahjah; Hanine, Bent Jbeil, Libanon, 24 juni 1971) is een Belgisch auteur en politicus van Libanese afkomst. Hij was de oprichter en voorman van de Arabisch-Europese Liga (AEL), een beweging die wilde opkomen voor de belangen van Arabische moslimimmigranten in Europa. Ook was hij de oprichter en voorman van Be.One, een postkapitalistische partij die pleitte voor radicale gelijkheid.

## Levensloop
Abou Jahjah werd geboren in Libanon op 24 juni 1971. Zijn vader was docent aan de Universiteit van Libanon te Sidon, specialist in de Arabische literatuur en houder van twee doctoraatstitels aan de Université Saint-Joseph te Beiroet. Hij is een sjiitische moslim. Zijn moeder, Nanette Younes, is een maronitisch-christelijke onderwijzeres. Dyab Abou Jahjah groeide op in het zuiden van het land, dat in 1978 bezet werd door Israël tijdens Operatie Litani en later opnieuw tijdens de Israëlisch-Libanese Oorlog van 1982. Weerzin tegen de Israëlische inmenging in Libanon gedurende de Libanese Burgeroorlog werd een rode draad in zijn politieke leven.
In 1991, op 19-jarige leeftijd, verliet hij Libanon en vroeg asiel aan in België na dat eerst in Frankrijk te hebben geprobeerd. Zijn asielaanvraag werd geweigerd, maar in 1996 werd Abou Jahjah Belgisch staatsburger door het huwelijk in Brugge met een Belgische vrouw, van wie hij later scheidde. Hij behaalde een graad in de politieke wetenschappen aan de Université Catholique de Louvain. In 2000 richtte hij de Arabisch-Europese Liga (AEL) op in Antwerpen, alwaar vele inwoners wortels hebben in Noord-Afrika en het Midden-Oosten. Daarnaast kent deze stad een aanzienlijke groep Joden. Toen het extreemrechtse Vlaams Belang de grootste partij werd in de gemeenteraad, kon de AEL van meet af aan rekenen op felle reacties. Voor de Belgische federale verkiezingen 1999 diende de AEL een gezamenlijke kieslijst in met de marxistische Partij van de Arbeid van België onder de naam RESIST. In 2003 richtte de AEL de Moslim Democratische Partij (MDP) op, die lijsten indiende voor de Vlaamse verkiezingen 2004 in de provinciale kieskringen Antwerpen en Oost-Vlaanderen. In Antwerpen trok Abou Jahjah de lijst. In 2006 maakte hij bekend te stoppen met het voorzitterschap van de AEL en daar geen bestuurlijke functie meer te willen bekleden.
Rond 17 juli 2006 reisde Abou Jahjah naar zijn vaderland Libanon tijdens de Israëlisch-Libanese Oorlog van 2006. Vlaams Belang eiste na zijn vertrek naar Libanon dat hij tot ongewenst persoon zou worden verklaard omdat hij in vreemde krijgsdienst zou zijn getreden. Na vier weken in Libanon keerde hij terug naar België. Later deelden zijn ouders mee dat hij niet met Hezbollah had meegevochten, maar slechts bij hen had verbleven. Op 26 augustus 2006 liet Abou Jahjah weten in 2007 definitief naar zijn geboorteland te verhuizen.
In september 2013, na een tijd in Libanon gewoond te hebben, kondigde Abou Jahjah zijn terugkeer naar België aan. Hierop pleitte André Gantman, fractieleider van N-VA in Antwerpen, voor de arrestatie van Abou Jahjah wegens vermeend lidmaatschap van Hezbollah, een terroristische organisatie. Van januari 2014 tot en met eind 2016 schreef hij een wekelijkse column in de krant De Standaard. Knack riep hem uit tot de op drie na invloedrijkste allochtoon van België.
Begin oktober 2014 werd hij voorzitter van Movement X, een feitelijke vereniging opgericht met zijn adjunct, Karim Hassoun en de journaliste Hilde Sabbe. Movement X kreeg bij zijn oprichting de steun van zowel politieke personaliteiten met Bert Anciaux, professoren zoals Philippe Van Parijs en personen uit de artistieke wereld, Jan Goossens. De organisatie werd opgedoekt in oktober 2019 en verdween toen volledig van het internet.
In mei 2017 kondigden Abou Jahjah en ex-sp.a'er Ahmet Koç aan een partij te willen oprichten die staat voor een inclusieve samenleving en voor radicale gelijkheid. Een half jaar later brak Abou Jahjah met Koç en ging verder met gewezen Agalev-senator Meryem Kaçar als nieuw boegbeeld. De nieuwe partij nam onder de naam Be.One deel aan de Belgische lokale verkiezingen 2018 en de Europese, federale en gewestverkiezingen in 2019. Na de voor haar teleurstellende uitslag van de Gentse gemeenteverkiezingen in 2018 verliet ook Kaçar Be.One en verweet bij die gelegenheid de volgens haar te autoritaire leiding door Abou Jajah. Nadat Be.One ook geen mandaten kon verzilveren bij de verkiezingen van 26 mei 2019 besloot ook Dyab Abou Jahjah geen politieke carrière meer te ambiëren. Sindsdien geeft Abou Jahjah les geschiedenis, Frans en Engels in het GO! Technisch Atheneum Zavelenberg in Sint-Agatha-Berchem.
In 2023 stapte hij echter opnieuw in de politiek, met de partij VIVA PALESTINA, maar bij de Brusselse gewestverkiezingen van 9 juni 2024 sleepte zijn partij met 1.944 stemmen of 2,4% geen enkele zetel binnen waarbij hij 773 voorkeurstemmen kreeg.
Vanuit zijn activisme voor de Palestijnse zaak richtte Abou Jahjah de Hind Rajab Foundation op. Dit is een afdeling van de 30 Maart Beweging die zich inzet voor het vervolgen van Israëlische soldaten die zich schuldig hebben gemaakt aan schendingen van de mensenrechten. De beweging heeft zo in België al klacht kunnen indienen tegen kolonel Moshe Tetro, Israëlisch militair attaché te Brussel, wegens zijn aandeel in het beleid van uithongering in de Gazastrook en de aanvallen op civiele ziekenhuizen. Als stuwende kracht achter de Foundation heeft Abou Jahjah eveneens klacht bij de politie ingediend tegen de Israëlische minister Amichai Chikli, die hem met de dood bedreigd had. De minister zag zich vervolgens genoodzaakt af te zien van een bezoek aan een herdenkingsplechtigheid voor de Holocaust te Brussel, om "veiligheidsredenen", maar wellicht uit angst voor vervolging door het Belgische gerecht.
In juli 2025 ontving het federaal parket twee klachten van de Hind Rajab Foundation over Israëlische soldaten die in België waren aangekomen om het muziekfestival Tomorrowland in Boom bij te wonen. De twee zouden lid zijn van de Givati Brigade van het Israëlisch defensieleger (IDF) en zouden met de strijdersvlag van hun eenheid hebben gezwaaid. Er komt in België geen verder onderzoek naar de twee militairen. Het federaal parket maakt de klachten over aan het Internationaal Strafhof.

## Opvattingen
Abou Jahjah bekende zich als een socialist, Arabisch nationalist, en moslim van cultuur, maar niet van geloof. Hij is een uitgesproken tegenstander van assimilatie als model voor het omgaan met verschillende culturen. Hij wil ook niet dat immigranten als gast worden behandeld maar als volwaardige burgers die hun eigen cultuur kunnen behouden. Hij zegt geïnspireerd te zijn door leven en werk van de Amerikaanse burgerrechtenactivist Malcolm X: eveneens moslim en tegenstander van assimilatie en melting pot.
Zijn ideeën ontwikkelden zich na 2009 tot een universalistische postkapitalistische lijn. Dit was heel duidelijk in zijn boeken De Stad is van ons (Pelckmans, 2014) en Pleidooi voor radicalisering (De Bezige Bij, 2016). In een artikel in Knack heeft hij sterk kritiek geuit tegen "Identity Politics". Sindsdien heeft hij zich regelmatig geuit tegen wat hij de "woke sekte" noemt.

## Aanvaringen met het gerecht
Na rellen in 2002 te Borgerhout werd Abou Jahjah ervan beschuldigd dat hij zou hebben opgeroepen tot geweld. De rellen waren uitgebroken nadat een 27-jarige leraar van Marokkaanse afkomst was gedood door een buurman van Belgische afkomst. De AEL zette 'burgerpatrouilles' in die controleerden of de politie niet 'racistisch' te werk ging. Premier Verhofstadt hield op 26 november voor het parlement een felle toespraak waarin hij zei dat "actie tegen Dyab Abou Jahjah" op komst was. Dezelfde avond werd Abou Jahjah te Deurne aangehouden op verdenking van de vorming van een privémilitie. Op 3 december werd hij vrijgelaten onder voorwaarden. Voor de vorming van een privémilitie werden hij en tien andere leden van de AEL op 1 juni 2006 door de raadkamer vrijgesproken. Er volgde een rechtszaak omtrent zijn betrokkenheid bij de rellen in 2002. De basis van de aanklacht werd gevormd door Artikel 66§4 uit het Belgisch Strafwetboek. Op 21 december 2007 werd hij in eerste aanleg veroordeeld tot een jaar gevangenisstraf. Op 20 oktober 2008 werd hij in hoger beroep vrijgesproken.